# ファルサロスのメノン4世
メノン（希：Mενων, ラテン文字転記：Menon、? - 紀元前321年）はファルサロスの将軍である。
紀元前323年のアレクサンドロス3世の死に乗じてアテナイを中心としたギリシア諸都市は覇権国マケドニアに対して反乱を起こし、メノンもそれに参加した。反乱軍はギリシアを支配していたマケドニアの将軍アンティパトロスをラミアに封じ込め、アンティパトロス救援に来たレオンナトスをメノン率いる騎兵部隊が撃破し、レオンナトス自身を戦死させた。しかし、レオンナトスの死と引き換えにアンティパトロスはラミアを脱出し、クラテロスの来援を得て反撃に転じた。
紀元前322年に起こったクランノンの戦いでメノンとアテナイの将軍アンティフィロス率いるギリシア連合軍は決定的な敗北を喫し、反乱は鎮圧された。アンティパトロスがヨーロッパから離れると、メノンはアンティパトロスの政敵ペルディッカスに協力してアイトリア人と共にアカルナニア人と戦ってそれを破ったが、ポリュペルコン率いるマケドニア軍に敗れ、戦死した。
また、メノンの娘のプティア (en) はエピロス王アイアキデスと結婚し、ピュロスを生んだ。